# نادي البياع
نادي البياع الرياضي هو فريق كرة قدم عراقي مقره في بغداد، تم تاسيسه في عام 2004، يلعب في الدوري العراقي الدرجة الثالثة.

## روابط خارجية
- نادي البياع على Goalzz.com
- أندية العراق - تواريخ التأسيس